# Hero xứ Alexandria
Heron xứ Alexandria (tiếng Anh: Hero of Alexandria, tiếng Pháp: Heron de Alexandrie, tiếng Hy Lạp: Ἥρων ὁ Ἀλεξανδρεύς, đọc là Heron ho Alexandreus, phiên âm tiếng Việt là Hê-rông xứ Alexandria) là nhà toán học và kỹ sư tại quê hương của ông là Alexandria, Ai Cập thuộc La Mã (ông có thể người Hy Lạp hoặc là người Ai Cập bị Hy Lạp hóa). Ông có rất nhiều đóng góp trong các lĩnh vực khác nhau kể từ khi Hy Lạp bước vào thế kỷ Công nguyên đầu tiên.

## Toán học
Ông viết rất nhiều các công trình liên quan đến toán học nên được người đương thời coi là bách khoa toàn thư về lĩnh vực này. Trong đó, tác phẩm quan trọng nhất là cuốn Metrica (tiếng Hy Lạp: Khoảng cách).

### Số ảo
Chính ông là người đầu tiên nhắc đến sự tồn tại của số ảo.

### Phương trình
Heron xứ Alexandria là người đưa ra những lời giải cho các phương trình, từ đó phát triển đại số trong những năm đầu Công nguyên.

### Diện tíchtam giác
Heron cũng là người đưa ra công thức tính diện tích tam giác nổi tiếng.

## Vật lý
Ngoài toán học ra, Heron cũng viết nhiều sách về vật lý và cũng được mệnh danh là bách khoa toàn thư ở môn khoa học này.

### Nhiệt kế
Cùng với Philo, Heron cũng biết nguyên tắc sau: Một số chất, đặc biệt là không khí, sẽ co và dãn khi nhiệt độ thay đổi. Cả hai đã đặt ra cơ sở để phát minh ra nhiệt kế sau này.

## Kỹ thuật

### Máy bán hàng
Heron là nhà phát minh máy bán hàng đầu tiên của thế giới. Khi đồng tiền được bỏ vào khe, khối lượng của nó sẽ nâng một đòn bẩy làm cho một lượng nước được tính trước đổ ra.